# كلينت نيولاند
كلينت نيولاند (بالإنجليزية: Clint Newland)‏ هو لاعب اتحاد الرغبي نيوزيلندي، ولد في 26 مارس 1980 في Dannevirke ‏ في نيوزيلندا.